# Kasteel van Crèvecœur (Bouvignes-sur-Meuse)

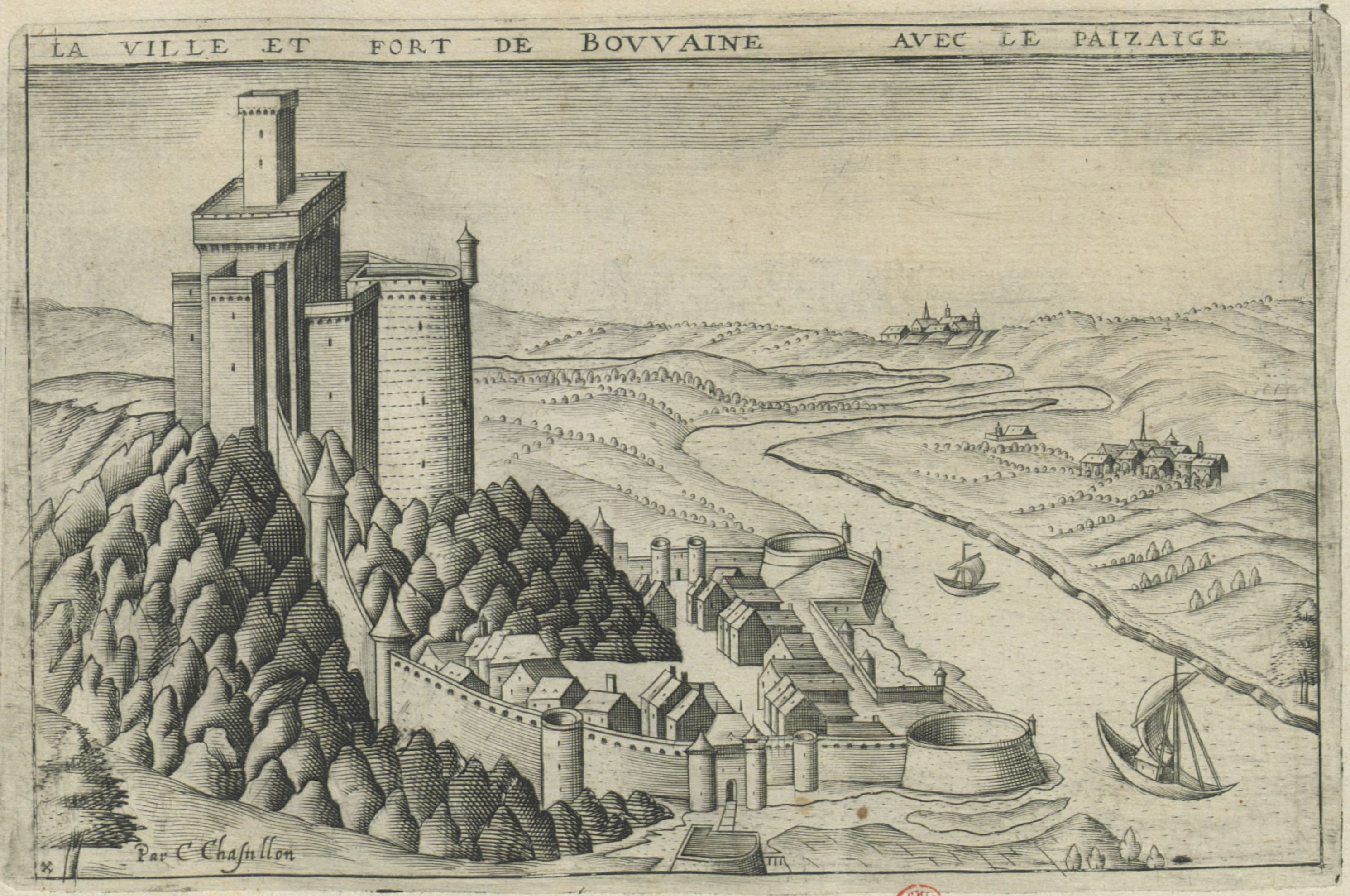
Bouvignes en Crèvecœur op een prent van 1641

De ruïnes van het Kasteel van Crèvecœur bevinden zich te Bouvignes-sur-Meuse, een deel van de Belgische stad Dinant (provincie Namen). Het kasteel is eigendom van het Waals Gewest. Het ruïneveld kan het hele jaar vrij bezocht worden op eigen risico.

## Geschiedenis
Reeds op het einde van de 11e eeuw liet Godfried van Namen een vesting bouwen te Bouvignes. Zijn zoon Hendrik de Blinde liet er zware muren omheen bouwen. Archeologisch vastgestelde brandsporen worden in verband gebracht met een beleg van het Bouvignes in 1188 door graaf Boudewijn V van Henegouwen. Ridders uit de Champagne kwamen de Namenaars toen helpen met de verdediging. Namens gravin Ermesinde belegerde Walram III van Limburg in 1214 het kasteel, maar deze keer hield het stand.
Vanaf de 14e eeuw waren het de Luikenaars die het kasteel bedreigden. Een eerste beleg vond plaats in 1321 zonder succes. Vermoedelijk even voordien, rond 1320, werd op een aparte rots de vierkante toren van Crèvecœur opgetrokken. In de oude vete tussen het Naamse Bouvignes en Luikse Dinant, was dit bouwwerk een antwoord op de toren van Montorgueil die de Dinantezen aan de overkant van de Maas hadden opgetrokken. Crèvecœur werd in 1388 uitgebreid door bouwmeester Godefroid de Bofiaule en kreeg later een halfronde uitbreiding (bastille). Een derde bouwfase vond plaats tijdens en na een nieuw beleg.
Dat kwam er toen Bouvignes in Bourgondische handen was. De kapitein van Crèvecœur, Jean le Blondel (Blondeau), probeerde in de nacht van 5 op 6 februari 1429 de toren van Montorgueil te veroveren. Op vraag van de Dinantezen lanceerde prinsbisschop Jan van Heinsberg daarop de Luiks-Naamse oorlog van 1429-1431. Ondanks het gebruik van een kat en ernstige schade aan het kasteel, geraakten de Luikenaars niet binnen. Mee door het aantreden van Filips de Goede werd het beleg afgebroken en kwam er een wapenstilstand. Aan deze Luikse episode is de legende van de drie dames verbonden.
Na heel wat ruzies, belegeringen en gevechten, was Dinant en Bouvignes uiteindelijk hetzelfde lot beschoren: in 1554 werden ze geplunderd door de Franse soldaten van koning Hendrik II. Vanwege de weerstand tegen het Franse leger werd het kasteel van Crèvecœur zwaar beschadigd door artillerie. Het verloor zijn militaire functie en werd alleen nog bemand als wachttoren. Daartoe werd het tussen 1567 en 1580 nog deels herbouwd. In 1655 namen de Fransen een laatste keer het kasteel en in 1672 werd het onder toezicht van François d'Otreppe ontmanteld. De ruïne werd in 1950-1951 gerestaureerd.

## Een 'hartverscheurende' legende
In de strijd tegen de Luikenaars in 1430 zouden drie ridders het kasteel tot het uiterste verdedigd hebben, wetende dat hun echtgenoten in de burchttoren angstig toekeken. Maar de drie helden sneuvelden in de strijd. Daarop grepen hun dappere vrouwen zelf naar de wapens en wierpen zich met de moed der wanhoop in de strijd. Maar het was tevergeefs. Toen zij zagen dat alles verloren was verschansten de dames van Crèvecœur zich in de burchttoren. Zij trokken lange, witte gewaden aan, klommen op de borstwering, en sprongen hand in hand en zonder verpinken naar beneden. Dit hart-verscheurende verhaal verleende aan het kasteel de naam waarmee het de geschiedenis is ingegaan. Al zeker sinds 1778 is de oorspronkelijke context vervormd en werd de legende vastgeknoopt aan het Franse beleg van 1554.

## Beschrijving
Het eigenlijke kasteel van Crèvecœur verheft zich op een klif die tachtig meter boven de Maas ligt. De kern wordt gevormd door een vierkante donjon uit ca. 1320. Langs de donjon geven twee trappen van twaalf treden toegang tot een vooruitgeschoven, halfronde bastille uit de 15e eeuw. De volledige lengte van veertig meter bereikte Crèvecœur ca. 1430.
Onder Crèvecœur ligt het oude grafelijke kasteel, dat drie keer zo lang is en waarvan de ruïnes zich op drie niveaus situeren. Het hoogste en ook het oudste is ter hoogte van de romaanse donjon (grondplan 15 x 11,5 meter). Op een tweede terras, vijf meter lager, bevond zich het neerhof, dat in de 13e eeuw werd uitgebreid richting Sint-Lambertuskerk. Dit deel bevat een nog opmerkelijk goed bewaarde kelder. Ook de Sint-Katharinakapel, de muntslagerij en de grote zaal die als stadhuis dienst deed, situeerden zich hier. Het derde en laagste terras kwam tot tegen de Sint-Lambertuskerk.

## Voetnoten
1. ↑  Thierry Loncin, "La guerre namuroise (1429-1431). Un épisode de la rivalité Liège-Bourgogne au XVe siècle", in: Bulletin de l'Institut archéologique Liégeois, CVI, 1994, p. 144-157